# سياسة القرم
سياسة شبه جزيرة القرم اليوم هي سياسة جمهورية القرم من جهة، وسياسة مدينة سيفاستوبول الفيدرالية من جهة أخرى، في سياق الضم غير المعترف به عمومًا لشبه جزيرة القرم من قِبل الاتحاد الروسي في مارس 2014.
أدت الإطاحة بالرئيس الأوكراني فيكتور يانوكوفيتش خلال الثورة الأوكرانية عام 2014 إلى سلسلة من الأحداث بلغت ذروتها في إجراء استفتاء غير قانوني في شبه جزيرة القرم حول ما إذا كان ينبغي انضمامها إلى روسيا أو أن تصبح مستقلة (لم يقدم الاستفتاء خيارًا للحفاظ على الوضع الراهن لشبه جزيرة القرم). بعد أيام من إظهار النتائج الرسمية دعمًا ساحقًا للاقتراح، وقعت روسيا على معاهدة الانضمام مع جمهورية القرم المستقلة المعلن عنها من جانب واحد والتي ضمت شبه جزيرة القرم إلى الاتحاد الروسي. في حين أن الاتحاد الروسي يزعم أحقية جمهورية القرم ومدينة سيفاستوبول ويديرهما باعتبارهما كيانين فيدراليين تابعين لها، فإن أوكرانيا تستمر في التأكيد على أن شبه جزيرة القرم جزء لا يتجزأ من أراضيها.

## المؤسسات
دستور جمهورية القرم هو القانون الأساسي لجمهورية القرم داخل الاتحاد الروسي. أُقر في 11 أبريل 2014، وحل فعليًا محل الدستور السابق لجمهورية القرم ذاتية الحكم، الذي أُلغي من خلال استفتاء حالة القرم. حُدّث الدستور الروسي لإدراج جمهورية القرم وسيفاستوبول في المرتبة 84 و85 باعتبارهما كيانين فدراليين من روسيا الاتحادية.

### برلمان القرم
يُعد مجلس دولة القرم المؤلف من 75 مقعدًا الفرع التشريعي لجمهورية القرم. تجري الانتخابات في ظل نظام تمثيل نسبي مختلط مع 25 دائرة انتخابية ذات انتخاب حر مباشر و50 مقعدًا على قائمة الأحزاب. في الانتخابات البرلمانية لشبه جزيرة القرم عام 2014، فاز حزب روسيا الموحدة بسبعين مقعدًا، بما في ذلك جميع الدوائر الانتخابية الحرة المباشرة البالغ عددها 25، مع فوز الحزب الديمقراطي الليبرالي الروسي بخمسة مقاعد.
قبل عام 2014، كان يُطلق على الفرع التشريعي لجمهورية القرم ذاتية الحكم والمكون من 100 مقعد اسم المجلس الأعلى للقرم. لم يكن لهذا البرلمان أي حق في المبادرات التشريعية. كان مسؤولًا عن تعيين مجلس الوزراء. بعد قرار البرلمان الأوكراني بحل المجلس الأعلى للقرم في مارس 2014، قرر المجلس الأعلى إعادة تسمية نفسه مجلس الدولة لشبه جزيرة القرم، واستمراره برلمانًا للقرم.

### حكومة القرم
رئيس جمهورية القرم هو أعلى منصب في جمهورية القرم. حل هذا المنصب محل منصب رئيس وزراء القرم وهو رئيس مجلس الوزراء وفقًا لدستور جمهورية القرم ذاتية الحكم.
بعد ضم روسيا عام 2014، ظل معظم المسؤولين الحكوميين في شبه جزيرة القرم في مناصبهم.

### السلطة القضائية
السلطة القضائية مستقلة عن السلطتين التنفيذية والتشريعية ومن مسؤولية السلطات الوطنية.
في روسيا، بالنسبة للجرائم الخطيرة والنوعية (القتل، والاختطاف، والاغتصاب مع الظروف المشددة للعقوبة، والاتجار بالأطفال، وأعمال العصابات، والرشوة واسعة النطاق، والخيانة، والإرهاب، والدعوات العامة للتغيير العنيف في النظام الدستوري أو للاستيلاء على السلطة، وجرائم أخرى محددة ضد الدولة)، يكون للمتهم خيار المحاكمة أمام هيئة محلفين تتكون من 12 محلفًا، يجب أن يكون سنهم 25 عامًا وكاملي الأهلية وليس لديهم سجل جنائي. في أوكرانيا، تضم «المحاكمات أمام هيئة محلفين» قاضييَن و3 محلفين، ولكن هناك التباس حول ما إذا كانوا محلفين أم معاوني قضاة. تشبه هيئات المحلفين الروسية هيئات المحلفين في القانون العام، ولكنها على عكس معاوني القضاة، تجلس منفصلة عن القضاة وتبت في مسائل الواقع وحدها في حين يحدد القاضي مسائل القانون. (اتبعت روسيا المحاكمات أمام هيئة المحلفين من 1864 إلى 1917، وأعادت اعتمادها في عام 1993، ومدتها إلى 69 منطقة أخرى في عام 2003؛ انتهت أول «محاكمة أوكرانية أمام هيئة محلفين» في أكتوبر 2013 في سومي.

### التقسيمات الإدارية
تنقسم جمهورية القرم، تمامًا مثل جمهورية القرم ذاتية الحكم، إلى 25 منطقة: 14 رايون (مديرية) و11 بلدية. على الرغم من أن مدينة سيفاستوبول تقع في شبه جزيرة القرم، إلا أنها منفصلة إداريًا عن جمهورية القرم باعتبارها مدينة فيدرالية. عاصمة جمهورية القرم هي مدينة سيمفروبل، وتقع في المنطقة الداخلية من شبه الجزيرة.